# Budy Brankowskie
Budy Brankowskie – wieś w Polsce, położona w województwie mazowieckim, w powiecie białobrzeskim, w gminie Białobrzegi.
W latach 1975–1998 miejscowość administracyjnie należała do województwa radomskiego.
Wieś jest sołectwem w gminie Białobrzegi. Według Narodowego Spisu Powszechnego z roku 2011 wieś liczyła 107 mieszkańców i była dziewiąta co do liczby ludności miejscowością gminy.
| SIMC    | Nazwa            | Rodzaj    |
| ------- | ---------------- | --------- |
| 1053582 | Brodki           | część wsi |
| 1053599 | Budy Biejkowskie | część wsi |
| 1053613 | Jeziorów         | część wsi |
| 1053636 | Truszków         | część wsi |
| 1053671 | Wojtałówka       | część wsi |

Wierni Kościoła rzymskokatolickiego należą do parafii św. Jana Chrzciciela w Stromcu.